# 다쿄역
다쿄역(일본어: 田京駅)은 일본 시즈오카현 이즈노쿠니시에 있는 이즈하코네 철도 슨즈 선의 역이다.

## 역사
- 1899년 7월 17일: 난조(현, 이즈나가오카) ~ 오히토 간 개통과 동시에 영업 개시.
- 1936년 12월 24일: 화물선 증설 공사 완공.
- 2015년 3월 27일: 철도종합기술연구소가 초전도 전기 기술을 이용한 세계 최초의 열차 주행 시험에 성공.

## 역 구조
혼합식 승강장 2면 3선의 지상역으로 단선 승강장이 1번, 섬식 승강장의 단선 측이 2번 선, 그 반대쪽이 측선이다. 측선은 현재의 이즈노쿠니 시 관공서 오히토 지소에 있던 도요 양조(현, 아사히 카세이) 인입선으로 사용되던 선로였으며 보통 사용되지 않았다. 임시, 화물, 공림 등 여러 차량 대기, 대피에 사용되는 일이 있다.
미시마타마치, 다이바, 이즈닛타, 니라야마, 이즈나가오카, 오히토와 마찬가지로 발차 멜로디와 벨이 도입되었다.
발차 멜로디는, 가마타 신호기산이다.

### 승강장
| 1 | ■ 슨즈 선(하행) | 오히토・슈젠지 방면                 |
| 1 | ■ 슨즈 선(상행) | 이즈나가오카・다이바・미시마 방면※1 |
| 2 | ■ 슨즈 선(상행) | 이즈나가오카・다이바・미시마 방면※2 |

※1. 본 역에서 교행을 하지 않을 경우 보통 열차의 미시마 행은 1번 선에서 발차한다.
※2. 2번 선은 슈젠지 방면에의 열차의 입선이 가능하며 새벽의 하행선 회송에 2번 승강장 발착이 있다.

## 역 주변
- 이즈노쿠니 시 관공서 오히토 지소(옛, 오히토 정사무소)
- 이즈히로시란 파크 - 역 서남쪽으로 도보 8분
- 월드 메이트 총본부
- 아사히 카세이 제약 주식회사
- 슈젠지 도로 오히토추오 IC
- 국도 제136호선
- 국도 제414호선
- 가노 강

## 인접역
| 이즈하코네 철도 ■ 슨즈 선     | 이즈하코네 철도 ■ 슨즈 선 | 이즈하코네 철도 ■ 슨즈 선 |
| ----------------------------- | ------------------------- | ------------------------- |
| IS09 이즈나가오카 미시마 방면 | ■ 보통                    | 오히토 IS11 슈젠지 방면   |